# Cohete aéreo de alta velocidad
El High Velocity Aircraft Rocket (en castellano: Cohete Aéreo de Alta Velocidad), o HVAR, también conocido por el sobrenombre de Holy Moses (en castellano: Sagrado Moisés), era un cohete no guiado desarrollado durante la Segunda Guerra Mundial para atacar blancos terrestres desde un avión. Fue ampliamente usado tanto durante esa guerra como durante la guerra de Corea.

## Diseño y desarrollo
El HVAR fue diseñado como una mejora del Cohete Aéreo de Aletas Plegables (en inglés: Forward firing aircraft rocket o FFAR), que no tenía un motor lo suficientemente potente y, por lo tanto, su velocidad de vuelo no era lo suficientemente rápido para muchos usos. El HVAR tenía 5 pulgadas (127 mm) de diámetro y estaba equipado con una ojiva de alto poder explosivo de 21 kg (45 libras).

## Servicio operacional

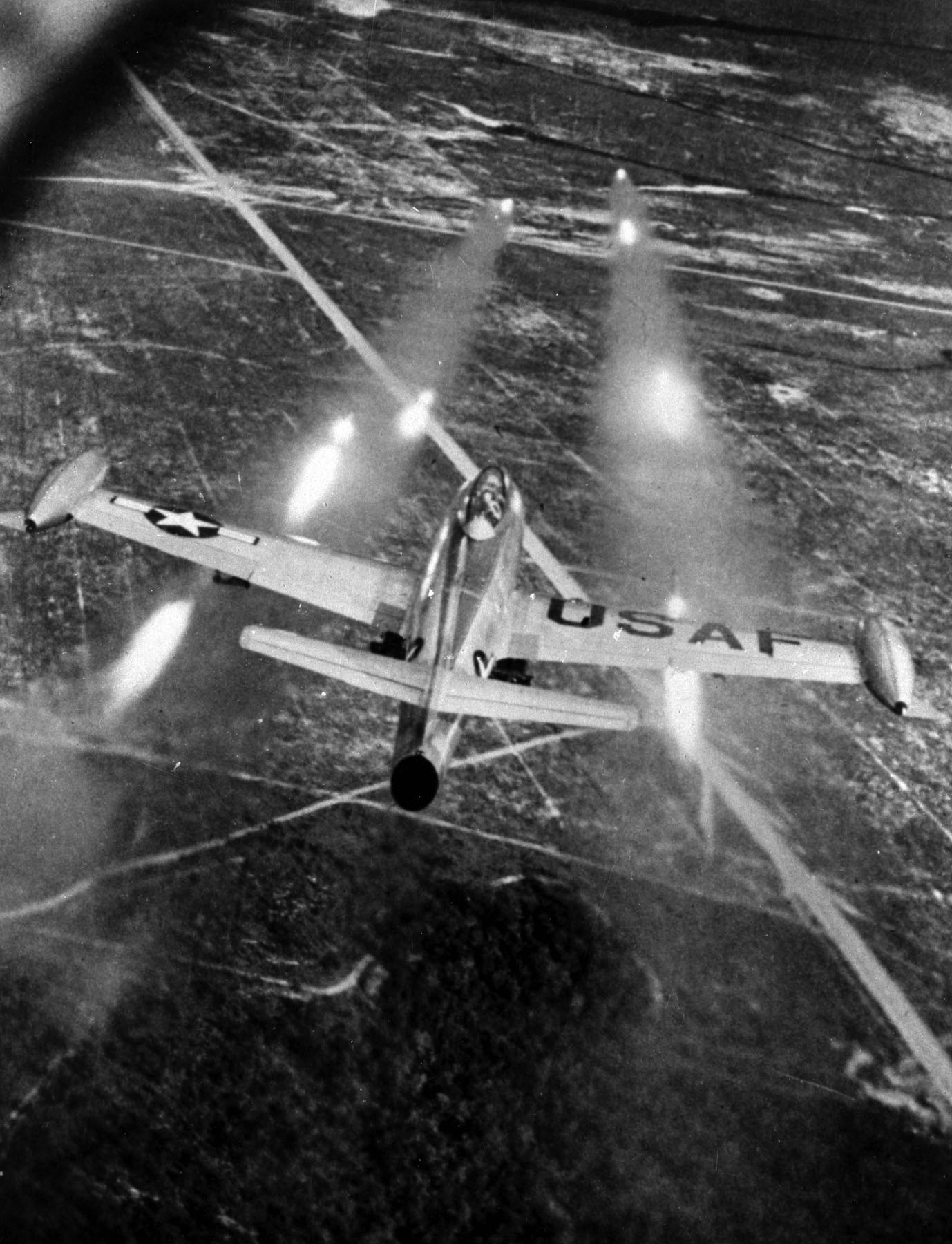
Un F-84E ataca un objetivo terrestre con cohetes.

Se fabricaron dos versiones diferentes del HVAR  durante la Segunda Guerra Mundial. Uno era un proyectil de propósito general con espoletas de base y de nariz, y el otro estaba equipado con una ojiva semiblindada perforante con una espoleta de nariz. Después de la Segunda Guerra Mundial, se desarrollaron nuevas versiones que incluían un nuevo tipo de propósito general con una espoleta de proximidad y uno con ojiva de carga hueca para su uso contra tanques.
El HVAR normalmente era usado para atacar tanques, trenes y búnkeres. Se fabricaron más de un millón de HVAR fueron, y vieron un amplio uso en servicio tanto en la Segunda Guerra Mundial como en la guerra de Corea antes de que su producción finalizara a finales del año 1955.
En la década de 1950, la Fuerza Aérea de Chile presentó lanzadores de cohetes HVAR, montados sobre afustes de cañones Bofors para la defensa antiaérea.